# Коркино (Костромская область)
Коркино — деревня в Костромском районе Костромской области. Входит в состав Середняковского сельского поселения.

## География
Находится в юго-западной части Костромской области на расстоянии приблизительно 7 км на юг по прямой от железнодорожной станции Кострома-Новая в правобережной части района.

## История
В 1872 году здесь (тогда деревня Глебцево) было учтено 12 дворов. В усадьбе Коркино рядом учтен был один дворв, в 1907 году отмечено было 24 двора.

## Население
Постоянное население составляло 82 человека в деревне Глебцево и 1 в усадьбе Коркино (1872 год), 102 (1897), 132 (1907), 1 в 2002 году (русские 100 %), 35 в 2022.